# Koniec z dziewczynami
Koniec z dziewczynami – piąta studyjna płyta zespołu "Leszcze". Album ukazał się 14 lutego 2010 r. nakładem firmy MTJ. Płyta zawiera połączenie gatunków rockabilly, pop swing, funk i rock. Teksty napisał Maciej Miecznikowski, produkcją zajął się Krzysztof Herdzin. Pierwszy singiel Weekend został wykorzystany w Krajowych Eliminacjach 55. Konkursu Piosenki Eurowizji, Oslo 2010.

## Lista utworów
1. Wycelujcie (Prolog)
2. Weekend
3. Numer telefonu
4. Już zapominam Ciebie Nina
5. Spadochroniarz barok
6. Kto Cię zna, lepiej niż ja
7. Znowu rzuciłaś mnie
8. Halina
9. Spadochroniarz katedra
10. Ja się z Tobą wykończę
11. Spadochroniarz funk
12. Blady strach
13. Napad na bank
14. Spadochroniarz mecz
15. Don Badylo
16. Tokio - Gdynia
17. Spadochroniarz polka
18. Demografia
19. Nie dotykaj mnie
20. Wycelujcie (repryza)